# Нзерекоре
Нзереко́ре (фр. Nzérékoré) — крупнейший город региона Guinée Forestière (Лесная Гвинея) на юго-востоке Гвинеи. Административный центр провинции Нзерекоре и второй по величине город в стране (после Конакри). Является центром торговли и добычи серебра.

## История

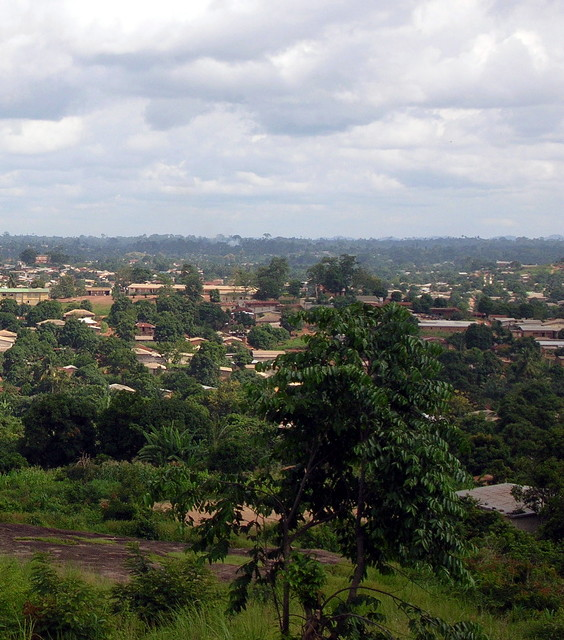
Вид на город Нзерекоре

Нзерекоре был центром антифранцузского движения в 1911 году. Город сильно вырос после Второй мировой войны, став административным и торговым центром. Местную экономику поддержало строительство лесопилки и завода по производству фанеры. Экономическое будущее Нзерекоре может быть связано с богатым месторождением железа, расположенным недалеко от города.
Город и пограничные с Либерией и Сьерра-Леоне районы серьёзно пострадали в ходе гражданской войны в 1990-е и начале 2000-х; множество беженцев прибыло в Нзерекоре во время первой и второй гражданских войн в Либерии. Остальные прибыли из Кот-д’Ивуара. Вместе с беженцами население города в настоящее время оценивается примерно в 300 000 человек.

## Климат
| Показатель                    | Янв. | Фев. | Март  | Апр.  | Май   | Июнь  | Июль  | Авг.  | Сен.  | Окт.  | Нояб. | Дек. | Год    |
| ----------------------------- | ---- | ---- | ----- | ----- | ----- | ----- | ----- | ----- | ----- | ----- | ----- | ---- | ------ |
| Средний суточный максимум, °C | 31,3 | 32,3 | 31,8  | 30,9  | 30,0  | 28,5  | 27,1  | 27,0  | 28,2  | 29,2  | 29,6  | 29,8 | 29,7   |
| Средняя температура, °C       | 23,5 | 25,2 | 25,8  | 25,8  | 25,3  | 24,5  | 23,5  | 23,6  | 24,2  | 24,5  | 24,4  | 23,3 | 24,5   |
| Средний суточный минимум, °C  | 15,6 | 18,1 | 19,9  | 20,6  | 20,7  | 20,4  | 20,0  | 20,2  | 20,1  | 19,8  | 19,2  | 16,8 | 19,3   |
| Норма осадков, мм             | 9,6  | 44,9 | 112,0 | 160,6 | 174,0 | 199,2 | 225,4 | 298,0 | 324,7 | 188,8 | 77,0  | 23,9 | 1838,1 |
| Источник:                     |      |      |       |       |       |       |       |       |       |       |       |      |        |

## Население
По данным на 2013 год численность населения города составляла 295 545 человек. Население города резко возросло в последнее время в результате притока беженцев, спасающихся от гражданских войн в соседних Сьерра-Леоне, Либерии и Кот-д’Ивуаре.
Динамика численности населения города по годам:
| 1982   | 1996    | 2013    |
| ------ | ------- | ------- |
| 55 356 | 107 329 | 295 545 |

## Транспорт
Дорога № 1 соединяет Нзерекоре с расположенным севернее городом Канкан. Также в городе расположен аэропорт Нзерекоре.